# Stazione di Madrid-Chamartín-Clara Campoamor
La stazione di Madrid-Chamartín-Clara Campoamor (in spagnolo Estación de Madrid-Chamartín-Clara Campoamor) è una stazione ferroviaria a servizio dell'omonimo quartiere di Madrid, in Spagna. Con oltre 30,8 milioni di passeggeri annui, Madrid Chamartín è la terza stazione più trafficata della città di Madrid, dopo Atocha e Nuevos Ministerios, e la quarta più trafficata di Spagna.

## Storia
La stazione di Madrid-Chamartín-Clara Campoamor ha le sue origini nei piani delineati durante la Seconda Repubblica per riorganizzare la rete ferroviaria di Madrid, anche se la sua costruzione non sarebbe stata completata per diversi decenni. Inaugurata nel 1967, non ci volle molto ad assorbire il traffico ferroviario di altre stazioni, lasciando le sue strutture iniziali troppo ridotte. Per questo motivo, tra il 1972 e il 1975, furono costruite nuove e più spaziose strutture, che sono quelle che sono sopravvissute fino ai nostri giorni.

## Movimento
La stazione costituisce un importante principale hub del servizio ferroviario suburbano madrileno, in quanto è servita regolarmente da sette delle nove linee di cui esso è composto: le linee C-1, C-2, C-3 (e C-3a), C-4, C-7, C-8, C-10.
Madrid Chamartín è servita inoltre dalla rete AVE e dalla rete Alvia di Renfe Operadora, nonché dai treni della divisione Media Distancia di Renfe Operadora per Albacete-Los Llanos, Ávila, Ciudad Real, Jaén, Saragozza, Segovia, Soria e Valladolid.

## Interscambi
La stazione consente l'interscambio con la fermata Chamartín delle linee 1 e 10 della metropolitana di Madrid.
Nelle vicinanze della stazione effettuano fermata alcune linee urbane automobilistiche, gestite da EMT Madrid.
- Fermata metropolitana (Chamartín, linee 1 e 10)
- Fermata autobus
- Stazione taxi